# Giuseppe Camillo Mattioli
Giuseppe Camillo Mattioli (Bologna, 1817 – 1893) è stato un patriota italiano.

## Biografia
Condannato a vita per cospirazione dallo Stato Pontificio (1844) e graziato nel 1846, fu nominato nel 1849 governatore di Ancona.
Autoesiliatosi a Corfù, rimpatriò nel 1859.